# استی کلر (کشتی بخار مسافربری)
استی کلر (کشتی بخار مسافربری) (به انگلیسی: Ste. Claire (passenger steamboat)) یک کشتی است که طول آن ۱۹۰ فوت (۵۸ متر) می‌باشد. این کشتی در سال ۱۹۱۰ ساخته شد.